# Cát tặc và sự kiện bán cát Việt ra nước ngoài 2017
Khai thác cát trái phép tại Việt Nam là việc nạo vét, khai thác hợp pháp cũng như bất hợp pháp và xuất khẩu cát tại Việt Nam diễn ra trong nhiều năm được báo Tuổi Trẻ đăng năm 2017, theo đó được giấu kín ít nhất từ năm 2013 đến năm 2017.
Trong khi cát là một tài nguyên quý giá, một thành phần quan trọng của hệ sinh thái tự nhiên nên nhiều nước ở khu vực Đông Nam Á hiện đã cấm khai thác cát thì tại Việt Nam, cát vẫn được khai thác dưới danh nghĩa dự án nạo vét và bán ra nước ngoài.

## Bối cảnh
Từ cuối năm 2009 Chính phủ Việt Nam cấm xuất khẩu cát do bị các chuyên gia và dân chúng phản đối. Đến năm 2013 Bộ Xây dựng cho phép một số doanh nghiệp được xuất khẩu cát nhiễm mặn tận thu từ các dự án nạo vét luồng, cửa sông, cửa biển theo hình thức xã hội hóa. Xã hội hóa ở đây có nghĩa là các doanh nghiệp tự bỏ tiền "khai thông, nạo vét luồng lạch" rồi được "tận thu, xuất khẩu" cái gọi là "cát nhiễm mặn" để trang trải chi phí.
Và kể từ đó đến nay cát nhiễm mặn từ Việt Nam liên tục được bốc lên tàu chở đi Singapore. Từ năm 2013 đến cuối năm 2016, Việt Nam xuất khẩu 43 triệu khối cát nhiễm mặn sang Singapore.

## Ảnh hưởng môi trường
Theo chương trình môi trường của Liên Hợp Quốc, Singapore là nước nhập cảng cát nhiều nhất thế giới. Lãnh thổ của Singapore nhờ chương trình lấp cát so với 40 năm trước rộng thêm hơn 1/5. Mỗi năm, tính ra theo đầu người mỗi người Singapore dùng 5,4 tấn cát lấy từ những nơi khác.
Mỗi năm tổng cộng trên toàn thế giới ước tính khoảng 40 tỷ tấn cát được lấy đi. Những nơi bị lấy cát đưa tới những sự cố môi trường. Bờ biển bị xói mòn nhanh hơn, Muối ngập vào nguồn nước ngầm. Các bãi biển bị ngập nước thành biển. Vấn đề càng trở nên nghiêm trọng vì mực nước biển dâng do ấm lên toàn cầu.

### Việt Nam 2017
Phó thủ tướng Trương Hòa Bình cho biết trong cuộc họp về "cát tặc" với các bộ, ngành, địa phương chiều 7-3: " Với đà khai thác như hiện nay thì nguồn tài nguyên này (cát sỏi) sẽ sớm cạn kiệt; đồng thời gây ra nhiều hệ lụy khác nhu xói mòn, sạt lở bờ sông, làm thay đổi dòng chảy tự nhiên, ảnh hưởng đến các công trình quan trọng, tác động xấu đến môi trường, gây ảnh hưởng đến tài sản và tính mạng người dân sinh sống xung quanh, gây mất an toàn cho các phương tiện giao thông đường thủy, gây bức xúc dư luận..." 
Theo PGS.TS Nguyễn Đình Hòe (khoa môi trường Đại học Khoa học tự nhiên Hà Nội): "Khi khai thác cát quá mức sẽ gây xói lở bờ sông, đê điều. Bởi vì độ thủy lực của dòng sông cân bằng với độ bồi tích, lúc này độ bồi tích của dòng sông bị mất thì động lực nước sẽ cao lên. Vì vậy, sạt lở bờ sông, sạt lở đê điều, đặc biệt ở đồng bằng sông Cửu Long là điều hiển nhiên". Bồi tích là nơi phát triển bùn dư thực vật, là nơi đáp ứng thức ăn cho cá, là nơi làm tổ của động vật đáy... bây giờ khai thác thì hệ thống thủy sinh cũng sẽ thay đổi.
Theo báo Tuoitre trực tuyến ngày 8 tháng 5, thông qua báo cáo của lực lượng chuyên trách quản lý đê điều, đối với các tuyến sông, có đến 93 khu vực lòng sông, bãi sông, trong phạm vi khoảng 118 km đê xảy ra tình trạng hút cát. Qua báo cáo của các địa phương, cả nước có 737 điểm sạt lở với tổng chiều dài 1.257 km. Tình trạng diễn ra kéo dài thời gian qua đã làm thay đổi dòng chảy gây sạt bờ sông, kè... dẫn đến mất an toàn đê điều. Nguy hiểm hơn là việc này làm biến dạng đê, thay đổi kết cấu.
Bên cạnh đó, việc khai thác cát, sỏi lòng sông với khối lượng lớn, trên phạm vi nhiều tuyến sông đã làm cho lòng sông bị hạ thấp, phân lưu dòng chảy trên các tuyến sông thay đổi. Trong 10 năm gần đây, lòng dẫn sông Lô, sông Hồng, sông Đuống hạ thấp từ 3-6m; lưu lượng dòng chảy từ sông Hồng sang sông Đuống tăng từ 24% lên 39%. Do đó, mùa khô tại các tuyến sông mực nước bị hạ thấp, nhiều công trình không lấy được nước phục vụ sản xuất nông nghiệp.
Nổi bật nhất là tại sông Vàm Nao (An Giang) đã xảy ra vụ sạt lở bờ sông nghiêm trọng vào ngày 22-4. Đến thời điểm hiện tại, vụ sạt lở đã làm 15 căn nhà và 2 nền nhà bị nhấn chìm với chiều dài đoạn sạt lở khoảng 70m, lấn sâu vào bờ hơn 35m, cắt đứt đường giao thông liên xã và phải di dời khoảng 20.000 hộ dân sống ven sông tỉnh An Giang. Đến thời điểm này, ước tính tổng thiệt hại trên 90 tỉ đồng.

## Bán cát Việt ra nước ngoài

### Số lượng
Theo báo Tuổi Trẻ, từ ngày 1-1 đến 23-2-2017 có tổng cộng 40 tàu đến chở cát đi Singapore với tổng khối lượng hơn 905.000m3. Trong đó, Công ty Đức Long xuất nhiều nhất với 19 tàu với khối lượng 603.780m3. Công ty Cái Mép xuất 16 tàu, khối lượng 369.000m3. Còn lại hai công ty Bình Minh Vàng Vina và Sài Gòn - Hà Nội chỉ mới xuất được 5 tàu.
Các địa điểm bốc cát ở Việt Nam là đảo Phú Quốc, vịnh Cam Ranh, Nha Trang, tỉnh Khánh Hòa, còn các điểm đến là đảo Tekong và khu Changi Villa nằm cạnh sân bay quốc tế Changi. Theo một doanh nghiệp nhập khẩu cát của Singapore, chính phủ nước này triển khai dự án lấn biển cả chục năm rồi nhằm tăng diện tích đảo Tekong từ 657ha lên 3.310ha. Tổng chi phí san lấp lên đến gần 6,5 tỉ USD.

### Khai man giá cả
Theo báo Tuổi Trẻ, Công ty Đức Long (trụ sở ở Bà Rịa - Vũng Tàu) ký hợp đồng bán cát khai thác tại Phú Quốc từ năm 2014 đến nay với Công ty Singapore Hua Kai Engineering, có lần bán với giá 4,6 USD/m3 (2014), nhưng chỉ khai báo hải quan với giá là 1,3 USD/m3.
Cả Công ty cổ phần Khai thác sản xuất khoáng sản 55, tận thu cát nhiễm mặn từ dự án nạo vét cửa biển Tư Dung - Tư Hiền tại tỉnh Thừa Thiên - Huế để xuất khẩu với khối lượng 1,1 triệu m3 sang Singapore, cũng chỉ khai đơn giá 1 USD/m3 tại Hải quan.
Về câu hỏi, vì sao hải quan các tỉnh đều chấp nhận giá xuất khẩu cát mà DN kê khai dưới giá tham chiếu 2 USD/m3 mà Tổng cục Hải quan đã xác định, ông Trần Đức Hùng (phó chánh văn phòng Tổng cục Hải quan) giải thích mức giá tham chiếu cát nhiễm mặn (2 USD/m3) là cơ sở để cơ quan hải quan so sánh, đối chiếu, kiểm tra trị giá khai báo, không được dùng để áp đặt trị giá hải quan. Còn trong quá trình kiểm tra sau thông quan, nếu phát hiện hồ sơ mâu thuẫn, trị giá khai báo không đúng với giá trị giao dịch sẽ ấn định trị giá tính thuế, ấn định thuế và xử lý vi phạm.

### Xuất khẩu cát trắng
Đại diện tỉnh Quảng Nam trong cuộc họp về tình hình khai thác cát trái phép chiều 7-3 cho biết tỉnh đã cấm xuất khẩu cát trắng, một loại cát hữu hạn và không tái tạo, từ năm 2010, nhưng các tỉnh khác lại không cấm, do đó họ đến Quảng Nam mua rồi về tỉnh khác xuất đi nước ngoài.

### Kiên Giang đề nghị dừng xuất khẩu cát Phú Quốc
Phát biểu tại cuộc họp cuộc họp về tình hình khai thác cát trái phép chiều 7-3 do Phó thủ tướng Trương Hòa Bình chủ trì, Phó chủ tịch UBND tỉnh Kiên Giang Mai Anh Nhịn cho biết ở địa phương ông không có cát tặc mà chỉ có một dự án nạo vét quân cảng Vùng 5 hải quân tại thị trấn An Thới, huyện Phú Quốc và đề nghị dừng hẳn xuất khẩu. Quá trình thực hiện dự án này có một số vấn đề như: khi lập báo cáo đánh giá tác động môi trường của dự án nạo vét chưa lấy ý kiến tham vấn cộng đồng; chưa có ý kiến của Sở Tài nguyên - môi trường tỉnh Kiên Giang trước khi phê duyệt và sau khi phê duyệt cũng không gửi để sở phối hợp kiểm tra, giám sát... Trước đó ngày 6.1.2017, Bộ Xây dựng gia hạn cho công ty Đức Long xuất khẩu cát nhiễm mặn tận thu trong dự án nói trên với khối lượng tối đa 826.220m3 cho tới 30/6/2017. Phó chủ tịch UBND huyện Phú Quốc Huỳnh Quang Hưng cho biết, nhiều dự án hạ tầng, du lịch ở Phú Quốc cần san lấp mặt bằng với khối lượng rất lớn mà nguồn tại chỗ không đủ, phải mua từ đất liền chở ra với chi phí rất đắt đỏ.

## Cát tặc
Thống kê cho thấy trong năm 2016 có tổng cộng hơn 2.000 vụ khai thác cát trái phép bị xử lý, nhưng số vụ khởi tố hình sự rất ít. Chính phủ và Thủ tướng đã ban hành nhiều văn bản, chỉ đạo để chấn chỉnh tình trạng khai thác cát trái phép, nhưng do nhiều nguyên nhân khác nhau, đến nay hoạt động khai thác cát sỏi vẫn diễn biến phức tạp, chưa được ngăn chặn hiệu quả.

### Nguyên nhân
Trong cuộc họp về tình hình khai thác cát trái phép chiều 7-3, theo Phó thủ tướng Trương Hòa Bình, nguyên nhân chủ quan dẫn đến tình trạng này trước hết là do cấp ủy, chính quyền địa phương buông lỏng quản lý, xử lý vi phạm thiếu nhất quán, không đủ răn đe... Ngoài ra theo ông, "Chúng ta cũng phải thấy một thực tế là có những vi phạm diễn ra công khai, ban ngày, liên tục nhưng vẫn không bị xử lý gì. Có thể có tình trạng cơ quan chức năng, chính quyền địa phương buông lỏng quản lý, bao che, thậm chí có dấu hiệu bảo kê cho tội phạm." Đằng sau các hoạt động khai thác trái phép lại có bóng dáng của tội phạm, tổ chức bảo kê cho hoạt động này" 
Thượng tướng Lê Quý Vương, thứ trưởng Bộ Công an, cho biết có cả bóng dáng "xã hội đen" đứng đằng sau các chủ tàu khai thác cát trái phép, thực tế đã có vụ bắt tàu vi phạm thu giữ được mấy khẩu súng. Ngoài ra ông cho biết, những vi phạm nghiêm trọng trong lĩnh vực này không chỉ cát tặc, tức là khai thác cát trái phép, mà có cả các doanh nghiệp được cấp phép, có thu thuế hẳn hoi.

### Cát tặc ở một số tỉnh miền Bắc
Theo báo Tuổi Trẻ trên các sông như sông Hồng, sông Đà, sông Lô... đều có các tàu hút cát trái phép hoạt động liên tục.
Trong nhiều tháng, người dân sinh sống dọc tuyến sông Hồng chảy qua địa bàn các huyện Vũ Thư, Hưng Hà của tỉnh Thái Bình chứng kiến hàng nghìn mét vuông cát ở ven sông bị lấy mất, đồng thời bị ảnh hưởng bởi tiếng ồn ầm ĩ từ các tàu hút cát.
Ngày 17-3, tại khu vực các xã Độc Lập, Minh Tân, thị trấn Hưng Nhân của huyện Hưng Hà, dù mưa tương đối lớn nhưng vẫn có đến hàng chục tàu hút cát cắm vòi dọc trên tuyến sông dài chỉ vài kilômet. Ông Hứa Văn Lý - công an viên của xã Minh Tân - nói do có mưa nên mới ít hẳn đi, ngày thường có đến 30 - 35 tàu với sức chứa hàng trăm mét khối cát. Việc khai thác cát tràn lan khiến toàn bộ bãi sông (dài hơn 1 km) sạt lở nghiêm trọng, có đoạn sạt lở 5 - 10m, nhiều đoạn lở sâu vào 20 - 25m nên nhiều thửa đất của bà con biến mất trong thời gian ngắn. Theo ông Nguyễn Mạnh Hùng - phó chủ tịch UBND xã Minh Tân, tàu "cát tặc" hoạt động mạnh trong khoảng 4 tháng trở lại đây khiến hệ thống đê kè chắn lũ và ruộng của người dân bị thiệt hại nặng.
Tại Hòa Bình, cách chân thủy điện Hòa Bình khoảng 2 – 3 km (thuộc khu vực các phường Tân Hòa, xã Trung Minh, TP Hòa Bình), có nhiều tàu hút cát trái phép hoạt động rầm rộ.
Việc tương tự cũng xảy ra tại sông Lô thuộc xã Bình Bộ (huyện Phù Ninh, tỉnh Phú Thọ. Ông Lê Anh Văn, phó chủ tịch UBND xã Bình Bộ, cho biết năm 2010, một doanh nghiệp được tỉnh Phú Thọ cấp phép khai thác cát làm khoảng 6ha diện tích đất nông nghiệp bị cuốn trôi.

### Vụ lãnh đạo Bắc Ninh bị đe dọa
Theo UBND tỉnh Bắc Ninh, năm 2014, trên địa bàn tỉnh Bắc Ninh có 3 dự án nạo vét, duy tu luồng đường thủy nội địa kết hợp tận thu sản phẩm. Riêng dự án tại sông Cầu trong quá trình triển khai đã xảy ra việc lợi dụng thực hiện dự án để khai thác cát trái phép. Bên cạnh đó, "cát tặc" lộng hành và ảnh hưởng của việc khai thác dự án đã làm đê hữu Cầu, bờ bãi sông bị sạt lở đứng thành với chiều dài 50m, ăn sâu vào bãi từ 5 đến 10 mét. Địa phương này phải bố trí 30 tỉ đồng từ nguồn kinh phí của tỉnh để xử lý sự cố trên. Do vậy, từ năm 2015, UBND tỉnh Bắc Ninh đã không cấp phép cho đơn vị nào thực hiện dự án như trên.
Tuy nhiên, từ tháng 11-2016 đến nay, trên địa bàn sông Cầu thuộc tỉnh Bắc Giang đã xuất hiện lại việc thực hiện dự án nạo vét, gây bức xúc cho nhân dân trong tỉnh, gây mất an ninh tại nhiều xã trên địa bàn huyện Quế Võ, tỉnh Bắc Ninh (nay là thị xã Quế Võ, tỉnh Bắc Ninh). Mỗi ngày có khoảng 40 tàu hút cát vận hành cả ngày lẫn đêm. Tỉnh do đó đã kiến nghị dừng dự án. Tuy nhiên, tỉnh Bắc Ninh lại nhận được văn bản của Bộ GTVT và Cục Đường thủy nội địa về việc thực hiện dự án nên UBND tỉnh Bắc Ninh tiếp tục kiến nghị Thủ tướng cho dừng dự án này và cả kiến nghị Thủ tướng "chỉ đạo Bộ Công an vào cuộc điều tra nguyên nhân sự việc, điều tra các cá nhân từ trung ương đến địa phương đứng sau bảo kê, đe dọa cán bộ chuyên môn, lãnh đạo Sở, ngành và chủ tịch UBND tỉnh Bắc Ninh làm sự việc ngày càng trở nên nghiêm trọng".
Có sự mâu thuẫn giữa Bộ Giao thông Vận tải và tỉnh Bắc Ninh. Cục Đường thủy nội địa thuộc Bộ Giao thông Vận tải khảo sát trên sông Cầu thấy có 11 điểm cạn nhưng Bắc Ninh khẳng định không có điểm cạn nào. Bắc Ninh lại cho rằng việc nạo vét, thông luồng đường thủy nội địa trên sông là không cần thiết vì khảo sát của các ban, ngành và tỉnh cho thấy đã đáp ứng điều kiện. Theo tỉnh Bắc Ninh, Cục Đường thủy nội địa vẫn cố tình chấp thuận dự án để nạo vét là rất vô lý.
Ngày 17-3, lãnh đạo Chi cục Đường thủy nội địa phía Bắc cho biết đã tạm đình chỉ công tác 3 thanh tra giao thông đường thủy để kiểm điểm, làm rõ trách nhiệm để xảy ra tình trạng khai thác cát trái phép ở Bắc Ninh. Qua đó, theo thông tin báo chí đưa, người dân phản ánh mỗi ngày có 40-60 tàu khai thác cát tại khu vực dự án trong khi dự án tạm dừng từ 5-12-2016. Mặc dù vậy cho đến nay đơn vị quản lý địa bàn không báo cáo lên Cục, không xử lý vi phạm gì cả.
Bộ trưởng Trương Quang Nghĩa cho biết sau khi UBND tỉnh Bắc Ninh có văn bản gửi Thủ tướng và Bộ GTVT đề nghị tiếp tục tạm dừng thực hiện dự án trên, Bộ GTVT đã có văn bản gửi UBND tỉnh Bắc Ninh vào ngày 16-3 thống nhất tạm dừng thi công dự án.
Ngày 1-4, công an cho biết hiện 2 nghi phạm thừa nhận hành vi nhắn tin đe doạ vào số điện thoại của ông Nguyễn Tử Quỳnh, chủ tịch UBND tỉnh Bắc Ninh đã bị tạm giữ. Ngoài ông Quỳnh, nhiều lãnh đạo, cán bộ khác của UBND tỉnh Bắc Ninh cũng nhận được tin nhắn đe doạ.

### Khai thác cát trên địa bàn Đồng Nai
Sáng 18-3, tại buổi làm việc với lãnh đạo tỉnh Đồng Nai, Phó thủ tướng thường trực Chính phủ Trương Hòa Bình phê bình: "Bộ Giao thông vận tải cấp phép, địa phương cấp phép cho nạo vét tận thu rồi buông lỏng quản lý nên phải tạm ngưng và kiểm soát cho tốt. Dùng vòi rồng hút cát thì sông nào chịu nổi". Ông lưu ý bộ ngành và tỉnh Đồng Nai phải kiểm soát các công trình trái phép trên sông và bảo vệ môi trường nước sông Đồng Nai, Thị Vải.
Theo báo Người Lao động, hàng chục dự án khai thác cát do tỉnh Lâm Đồng cấp phép, cùng lúc là các dự án của tỉnh Đồng Nai diễn ra rầm rộ đã khiến sông Đồng Nai đoạn thượng nguồn giáp 3 tỉnh Đồng Nai, Lâm Đồng, Bình Phước tan hoang. Một phần đất đai, vườn tược của người dân cũng như Vườn Quốc gia Cát Tiên bị kéo tuột xuống sông.
Ông Nguyễn Văn Diện, Giám đốc Vườn quốc gia (VQG) Cát Tiên, cho biết việc khai thác cát đã gây sạt lở và làm mất hàng ngàn mét vuông đất của VQG diễn ra nhiều năm nay. Ngay cả đoạn sông gần văn phòng của VQG cũng bị sạt lở nghiêm trọng. Nhiều thảm thực vật, cây gỗ bị cuốn và nhấn chìm xuống sông. Không chỉ có "cát tặc", mà ngay những đơn vị được cấp phép khai thác cát cũng gây sạt lở. Giữa năm 2015, hạt kiểm lâm phối hợp với Phòng Khoa học kỹ thuật và Phòng Hợp tác quốc tế (đều thuộc VQG Cát Tiên) tiến hành kiểm tra đất ven sông Đồng Nai, từ khu vực Trạm kiểm lâm Đà Cộ đến Trạm kiểm lâm Đà Lắc. Theo đó, trên đoạn đường sông dài 14 km do VQG quản lý đã xác định 18 vị trí bị sạt lở với tổng diện tích 13.800 m2 (có điểm sạt lở đến 2.640 m2) Theo VQG Cát Tiên các vị trí sạt lở có mức độ khác nhau nhưng nguyên nhân chính là do khai thác cát dưới lòng sông quá lớn làm cho dòng chảy bị thay đổi, tạo thành những hàm ếch lớn phía bên dưới và gây sạt lở đất bên trên.
Theo Sở TN-MT tỉnh Đồng Nai, hiện trên địa bàn tỉnh có 6 đơn vị được cấp phép khai thác cát (chưa kể 15 giấy phép nạo vét, tận thu do Bộ GTVT cấp - NV) trên sông Đồng Nai.

### Hút cát Cửa Đại
Đầu năm 2017, tỉnh Quảng Nam chủ trương cho nạo vét cửa sông Cửa Đại (TP Hội An) để khơi thông luồng lạch, vừa để cứu bờ biển Cửa Đại sạt lở. Trong đó, có hợp đồng thành tiền đến 60 tỉ đồng. Thế nhưng, một số DN đã ngầm lợi dụng các dự án này đưa hàng chục tàu khổng lồ vào hút cát trộm đến cả triệu khối, để bán cho các dự án lấn biển ngoài TP.Đà Nẵng, trục lợi cả tài nguyên lẫn tiền ngân sách...

### Bảo kê khai thác cát ở Hà Nội
Đêm 7 rạng sáng 8-11-2014, khoảng 200 cán bộ, chiến sĩ gồm các lực lượng cảnh sát hình sự, CSGT đường thủy, CSCĐ và các đơn vị nghiệp vụ của Bộ Công an đã bao vây toàn bộ khúc sông Hồng chảy qua địa bàn huyện Phúc Thọ, bắt giữ 51 tàu gồm 21 tàu cuốc (chuyên dùng để hút cát) và 30 tàu chuyên chở, cùng nhiều đối tượng hoạt động theo hình thức xã hội đen, bảo kê việc khai thác cát tại đây. Cơ quan công an thuộc chuyên án do Bộ trưởng Bộ Công an, đại tướng Trần Đại Quang chỉ đạo, sau khi triệt phá ổ nhóm khai thác cát trái phép, có dấu hiệu bảo kê trên địa bàn này, đánh giá, mỗi ngày, các tàu hút cát trên sông Hồng, đoạn qua địa bàn huyện Phúc Thọ (Hà Nội) khai thác trái phép khoảng 2.000m3 cát, trị giá khoảng 1 tỉ đồng. Hoạt động này được thực hiện dưới sự bảo kê của một ổ nhóm đối tượng cộm cán trên địa bàn.
Trong tháng 4 năm 2017, báo cáo chi tiết về tình hình hoạt động khai thác cát tại các tuyến sông trên địa bàn thành phố Hà Nội, Phòng cảnh sát môi trường (PC49) Công an thành phố Hà Nội cho biết Hà Nội còn 82 tụ điểm có hoạt động khai thác cát diễn biến phức tạp, có 17 đối tượng nghi vấn bảo kê, thuộc dạng "anh chị" chỉ đạo tại các bến, bãi vận chuyển, khai thác cát, sỏi trên các tuyến sông. Trong 4 tháng đầu năm 2017, PC49 Công an Hà Nội đã phối hợp với công an quận, huyện, thị xã và Cảnh sát đường thủy kiểm tra, xử lý 85 vụ với 124 đối tượng, trong đó tạm giữ 72 phương tiện tàu thuyền các loại, tịch thu 1 tàu, xử phạt vi phạm hành chính hơn 1 tỉ đồng.

### Vận chuyển cát không giấy tờ
4h sáng ngày 30-6-2017, tổ tuần tra của đồn biên phòng Long Hòa đã bí mật áp sát và kiểm tra 8 sà lan vận chuyển cát nhưng không có hóa đơn chứng từ. Trước đó, khoảng 2h30 sáng ngày 29-6, biên phòng Long Hòa cũng đã phát hiện 3 sà lan chở cát tại khu vực phao số 11 sông Soài Rạp. Mỗi sà lan này có trọng tải từ 500 - 700 tấn.

### Bắt tàu hút cát trái phép
Trưa 27-11-2017, Đội Cảnh sát đường thủy tỉnh Quảng Nam cho hay vừa bắt quả tang 6 tàu khai thác cát trái phép trên sông Thu Bồn đã hút trộm với tổng khối lượng cát hơn 200 m3, ngày 2 tháng 12 2 tàu sắt bi bắt với khoảng 50 m3, ngày 30 tháng 12 cũng bắt được 6 tàu khác hút trộm gần 300m3.

## Phản ứng chính phủ
Kết luận cuộc họp về tình hình khai thác cát trái phép chiều 7-3, Phó thủ tướng Trương Hòa Bình ra lệnh cho các lực lượng chức năng "không được bó tay trước cát tặc".

### Báo cáo Bộ GTVT
Báo cáo Thủ tướng ngày 21 tháng 3, Bộ trưởng Trương Quang Nghĩa thừa nhận thực tế khi triển khai dự án xã hội hóa nạo vét luồng đường thủy cũng gặp khó khăn nhất định trong kiểm tra, giám sát nhà đầu tư thực hiện dự án. Bởi vì, nạo vét luồng ở dưới nước, ranh giới khó xác định về phạm vi, bề rộng, chiều sâu nạo vét; việc giám sát của tư vấn giám sát ở một số dự án còn hạn chế; nhân lực giám sát của cơ quan quản lý dự án và lực lượng thanh tra đường thủy còn mỏng, địa bàn rộng, khó khăn về kinh phí, trang thiết bị nên gặp khó khăn trong kiểm tra, giám sát. Trong quá trình thực hiện dự án còn có một số nhà đầu tư chưa tích cực trong triển khai thực hiện dẫn đến phải chấm dứt, thu hồi dự án; thậm chí có nhà đầu tư đã bị cơ quan công an khởi tố, điều tra. Bên cạnh đó, sự phối hợp giữa cơ quan, đơn vị của địa phương và cơ quan quản lý dự án trong việc quản lý, giám sát thực hiện dự án chưa chặt chẽ, chưa hiệu quả cao.

## Phản ứng Quốc hội
Trong báo cáo tổng hợp ý kiến, kiến nghị của cử tri và nhân dân trình bày trước Quốc hội ngày 22/5, ông Nguyễn Thiện Nhân - Chủ tịch Uỷ ban trung ương Mặt trận Tổ quốc Việt Nam, đã nêu thực tế nạn cát tặc vẫn đang diễn ra với mức độ tinh vi, thách thức chính quyền, dư luận: "Cử tri và nhân dân yêu cầu phải xác định rõ trách nhiệm và xử lý nghiêm minh". Đoàn Chủ tịch Uỷ ban Mặt trận Tổ quốc Việt Nam đề nghị Chính phủ tổ chức thanh tra, kiểm tra công tác quản lý Nhà nước về khai thác cát trên phạm vi cả nước; kiên quyết xử lý các vi phạm và báo cáo kết quả tại kỳ họp Quốc hội cuối năm.
Thảo luận ở tổ chiều 25/5, đề cập tới nạn khai thác cát lậu, đại biểu Trương Trọng Nghĩa nhận xét, cuộc chiến chống khai thác cát bừa bãi và xuất khẩu ồ ạt đã diễn ra mười mấy năm qua, nhưng vấn nạn này chưa được ngăn chặn: "Báo chí thông tin Việt Nam xuất khẩu sang Singapore 67 triệu m3, chưa kể khai thác cát lậu phục vụ thị trường trong nước. Đến bây giờ sạt lở ở đồng bằng sông Cửu Long, ở Bắc Ninh, Đồng Tháp, Đồng Nai… nhưng chưa có giải pháp rõ ràng", và đề nghị, Chính phủ kiểm điểm 10 năm qua ai ra chủ trương nêu trên, chủ trương đó đúng hay sai, hay chủ trương đúng mà cấp thực hiện làm sai. Ông Nghĩa cũng nêu lên các câu hỏi: "Hàng trăm triệu tấn cát, trong đó có 67 triệu m3 cát sang Singapore, lợi nhuận vào túi của ai? Người dân ở các địa phương khai thác được bao nhiêu? Tư nhân được bao nhiêu? Tư nhân đó là ai? Cái giá khai thác cát ở khắp các con sông là gì?" Đại biểu Bùi Văn Xuyền đặt vấn đề về trách nhiệm của chính quyền địa phương và Bộ Giao thông vận tải - cơ quan quản lý nhà nước, khi đã cấp phép cho các doanh nghiệp khai thác, nạo vét dòng chảy lòng sông, song thực tế doanh nghiệp lợi dụng "hút cát khắp nơi, thu siêu lợi nhuận". Ông Xuyền nhận xét, quá trình xử lý nạn khai thác cát lậu vừa qua thấy rõ sự lúng túng, tắc trách và có phần chồng chéo, đùn đẩy trách nhiệm của các cấp quản lý.

## Trách nhiệm
Luật sư Lê Thị Minh Nhân (Đoàn luật sư TP.HCM) cho là: "Lỗi là ở khâu quản lý. Theo tôi, việc khai thác cát tràn lan hiện nay là có sự lỏng lẻo trong quản lý khai thác tài nguyên. Khi một sà lan đến một địa điểm nào đó để hút cát thì công an môi trường, chính quyền địa phương sẽ dễ dàng thấy. Nếu trường hợp chính quyền địa phương biết mà làm ngơ thì chính quyền địa phương đó phải chịu trách nhiệm đầu tiên, có như vậy mới nâng cao trách nhiệm quản lý tại địa phương." 